# I May Be a Guild Receptionist, But I'll Solo Any Boss to Clock Out on Time
Може я і працівниця в гільдії, але сама здолаю боса, щоб не перепрацьовувати (яп. ギルドの受付嬢ですが、残業は嫌なのでボスをソロ討伐しようと思います, англ. I May Be a Guild Receptionist, But I'll Solo Any Boss to Clock Out on Time, Guild no Uketsukejou desu ga, Zangyou wa Iya nanode Boss wo Solo Toubatsu Shiyou to Omoimasu) — серія японських ранобе, написана Мато Кусакою та проілюстрована Ґау. ASCII Media Works почала публікувати серію під імпринтом Dengeki Bunko в березні 2021 року. У червні 2021 року в журналі Dengeki Daioh почала виходити адаптація у форматі манґи, за ілюстрації відповідає Судзу Юкі. Прем'єра аніме-телесеріалу виробництва CloverWorks відбулася 11 січня 2025 року.

## Сюжет
Аліна Кловер стала працівницею приймальні гільдії авантюристів, бо вважала, що це буде легка й безпечна робота, але на її нещастя, їй дісталася виснажлива праця з м'язоголовими та егоїстами, яким постійно доводиться нагадувати про правила. До того ж її колеги часто звалюють на неї свою недороблену частину роботи, змушуючи залишатися на неоплачуваних понаднормових. Ситуацію погіршує те що боси підземель залишаються непереможними тривалий час, що створює ще більше паперової роботи. Таємно Аліна час від часу «зривається» і використовує своє божественне вміння, щоб призвати потужний молот і самостійно розправитися з босами, виплескуючи всю свою злість на монстрах.
На жаль, лідер однієї з груп шукачів пригод випадково побачив її в дії й тепер твердо налаштований залучити її до своєї групи.

## Персонажі

### Головні
Аліна Кловер (яп. アリナ・クローバー, Arina Kurōbā)
Сейю: Такахаші Ріе
Рецепціоністка при стійці Іфуру, працює там уже три роки. Має ліцензію першого класу, яку надають лише 10 % найсильніших володарів здібностей. Хоча сама Аліна не розуміє, чому може користуватися навичками божественного рівня, вона володіє силою руйнувати артефакти однією рукою, що робить її надзвичайно могутньою бійчинею. Щоб жити спокійним життям, вона завершує понаднормову роботу того ж дня, оскільки втомилася переносити її на наступний. Аліна завжди прагне позбутися понаднормової роботи та навіть напряму веде переговори з гільдмайстром Гленном. Відома також як «Інквізиторка».
Джейд Скрейд (яп. ジェイド・スクレイド, Jeido Sukureido)
Сейю: Кентаро Кумаґаі
Лідер і танк групи Срібний меч. Вправний боєць, який допомагає Аліні з її понаднормовою роботою. Перший шукач пригод, що розвинув декілька наддалеких навичок, і здатен одночасно активувати дві здібності. Має почуття до Аліни та постійно намагається переконати її приєднатися до своєї групи, знаючи про її таємну ідентичність.
Лайра (яп. ライラ, Raira)
Сейю: Ю Серідзава
Молодша колега Аліни та нова рецепціоністка. Захоплюється Інквізиторкою, але пізніше дізнається, що це насправді Аліна. На її руці викарбуване магічне коло.

### Допоміжні
Лоу Розбрендер (яп. ロウ・ロズブレンダ, Rou Rozuburenda)
Сейю: Рікуя Ясуда
Нападник із тилу/засідки. Темний маг, що володіє потужною магією нападу.
Сейю: Аоі Коґа
Лулулі Ешфорд (яп. ルルリ・アシュフォード, Rururi Ashufōdo)
Цілителька. Двоє членів її попередньої групи загинули від боса рівня. Коли обидва члени авангарду зазнали серйозних поранень через те, що танк втратив агресію боса, вона не змогла обрати, кого з них рятувати, і спробувала вилікувати обох одночасно. Через недостатнє лікування танк втратив руку та око, а авангард загинув. Танк звинувачує її донині, називаючи вбивцею, водночас не визнаючи власної провини за втрату агресії боса.
Ґанс (яп. ガンズ, Ganzu)
Колишній нападник, що пішов зі групи, побачивши здібності Інквізиторки. Має ліцензію шукача пригод другого класу.
Лінн Лічі (яп. リン・リーチェ, Rin Rīche)
Цілителька Гленна, коли той був членом Срібного меча, і його прийомна донька. Після того як група зачистила перший поверх Фортеці Попелу, вона загинула в кімнаті боса підземелля.

#### Члени гільдії
Ґленн Ґалія (яп. グレン・ガリア, Guren Garia)
Гільдмайстер. Колишній член Срібного меча. Володіє навичкою наддалекої дії «Спостерігач часу». Під час активної діяльності серед шукачів пригод його уникали через холодність, упертість і егоїзм. Однак присутність прийомної доньки змінила його характер. Він завершив кар'єру шукача пригод у 25 років і незабаром став гільдмайстром. Щоб воскресити померлу доньку, він вмонтував демонове ядро у свою ліву руку, що призвело до мутації його наддалекої навички. Це дозволило йому повернутися в минуле, але він зазнав поразки від боса, а його соратники перетворилися на попіл.
Філі (яп. フィリ, Firi)
Секретарка Гленна.
Шері (яп. シェリー, Sherī)
Членкиня групи дослідників гільдії. Провідна експертка з вивчення артефактів. Винайшла кристали-навігатори та пристрої для створення віртуальних зображень.

## Медіа

### Ранобе
Під час свого виступу на Sakura-Con 2023 видавництво Yen Press оголосило, що отримало ліцензію на видання цього ранобе.
| № | Дата виходу       | ISBN                   |
| - | ----------------- | ---------------------- |
| 1 | 10 березня 2021   | ISBN 978-4-04-913688-3 |
| 2 | 9 липня 2021      | ISBN 978-4-04-913871-9 |
| 3 | 10 листопада 2021 | ISBN 978-4-04-913937-2 |
| 4 | 10 березня 2022   | ISBN 978-4-04-914144-3 |
| 5 | 8 липня 2022      | ISBN 978-4-04-914534-2 |
| 6 | 7 січня 2023      | ISBN 978-4-04-914813-8 |
| 7 | 9 червня 2023     | ISBN 978-4-04-915121-3 |
| 8 | 9 серпня 2024     | ISBN 978-4-04-915345-3 |

### Манґа
Манґа-адаптація, проілюстрована Судзу Юкі, почала публікуватися в журналі Dengeki Daioh видавництва ASCII Media Works 28 червня 2021 року. Манґа також ліцензована Yen Press.
| № | Дата виходу    | ISBN                   |
| - | -------------- | ---------------------- |
| 1 | 10 лютого 2022 | ISBN 978-4-04-914263-1 |
| 2 | 7 жовтня 2022  | ISBN 978-4-04-914652-3 |
| 3 | 9 червня 2023  | ISBN 978-4-04-915105-3 |
| 4 | 9 лютого 2024  | ISBN 978-4-04-915500-6 |
| 5 | 10 жовтня 2024 | ISBN 978-4-04-915971-4 |

### Аніме
Аніме-адаптацію було анонсовано на заході з нагоди 30-ї річниці Dengeki Bunko 15 липня 2023 року. Згодом стало відомо, що це телевізійний серіал, створений студією CloverWorks, режисером якого виступив Цуйоші Нагасава, з композицією серій від Місузу Чіба, дизайном персонажів від Йошіхіро Осади та Шінічі Мачіди, а музику написав Цубаса Іто. Прем'єра серіалу планувалася на 2024 рік, але була відкладена і зрештою відбулася 11 січня 2025 року на каналі Tokyo MX та інших каналах. Початковою темою є «Perfect Day» у виконанні 310, а завершальною темою є «Ashita no Watashi ni Sachi Are» (May the Future Me Be Happy) у виконанні Акарі Нанаво. Серіал транслює Crunchyroll. Medialink надала ліцензію на трансляцію серіалу в Південній та Південно-Східній Азії на YouTube-каналі Ani-One Asia.

#### Епізоди
| № серії | Назва серії | Режисер(и)           | Сценарист(и)   | Режисер(и) анімації              | Оригінальна дата показу |
| --- | --- | -------------------- | -------------- | -------------------------------- | ----------------------- |
| 1 | «Я рецепціоністка гільдії, тож хочу спокійного життя» Транслітерація: «Girudo no Uketsukejō nano de, Heion na Seikatsu o Shitai to Omoi masu» (яп. ギルドの受付嬢なので、平穏な生活をしたいと思います)                                                                                | Масахіко Мацунага    | Місузу Чіба    | Цуйоші Нагасава                  | 11 січня 2025           |
| Аліна – молода рецепціоністка гільдії при стійці Іфуру. Вона обрала цю роботу через зручний графік, який дозволяє їй щодня вчасно повертатися додому. Однак шукачі пригод часто надто довго виконують завдання, змушуючи її працювати понаднормово. Нещодавно в підземеллі з'явився Дракон Пекельного Полум'я як бос, якого ніхто не може перемогти, що лише збільшило її навантаження. Не витримавши, Аліна вирушає в підземелля під своєю таємною особистістю – "Інквізиторкою". Озброївшись величезним молотом, вона вбиває дракона, сподіваючись, що це скоротить її роботу. Але замість цього шукач пригод Ґанс вирішує піти у відставку. У відповідь гільдія розпочинає розслідування, щоб знайти Інквізиторку та змусити її замінити Ґанса, приєднавшись до Срібного меча. Аліна панікує, адже викриття означало б втрату улюбленої роботи через підроблену ліцензію шукача пригод. Лідер Срібного меча Джейд, завдяки своїй гострій інтуїції, впізнає її та дарує їй Реліквію дракона – кристал, що містить навичку, даровану богами Діа в давнину. Хоча Реліквії вважаються незнищенними, Аліна розчавлює його та погрожує Джейду, вимагаючи не втручатися в її спокійне життя й не заважати їй вчасно йти додому. Вона відмовляється приєднуватися до його групи й застерігає, щоб він нікому не розповідав про її таємницю. Джейд не має наміру відмовлятися від спроб завербувати її. Аліна ж із нетерпінням чекає, коли нарешті зможе піти додому, аж поки один із шукачів пригод не починає створювати проблеми, знущаючись із її учениці Лайри. Це змушує Аліну боятися, що знову доведеться працювати понаднормово. | |                      |                |                                  |                         |
| 2 | «Я можу бути Інквізиторкою, але якщо мене викриють – мене звільнять, тож доведеться застосувати силу» Транслітерація: «Shōkei-nin desu ga, Shōtai ga Bareru to Kubi nano de Jitsuryoku Kōshi Shiyō to Omoi masu» (яп. 処刑人ですが、正体がバレるとクビなので実力行使しようと思います) | Кацухіко Бізен       | Місузу Чіба    | Юі Міура                         | 18 січня 2025           |
| Шукач пригод Слей вимагає доступу до "таємних завдань" гільдії та починає переслідувати Аліну. Розлючений Джейд виганяє його та пояснює, що її молот – це навичка богів Діа. Аліна пригадує, як два роки тому, працюючи понаднормово, пропустила Столітній фестиваль Іфуру. Розгнівана, вона молилася за силу уникати понаднормової роботи – і отримала молот. Слей, прагнучи помсти, пробуджує полоненого боса – Глиняного Голема, який перемагає Джейда. Коли Голем руйнує її будинок, Аліна, як Інквізиторка, знищує його й мало не вбиває Слея. Гільдмайстер Ґленн використовує навичку маніпуляції часом у місці битви. Джейд виявляє, що розчавлена Алініною Реліквією була пов'язана із секретним завданням – знищенням усіх босів у Крейдяній Вежі. Аліна ігнорує це, не бажаючи більше роботи, тоді як Джейд починає розслідування. Аліна вражена, що Лайра вважає Інквізиторку чоловіком і навіть має до нього почуття. Тим часом Ґленн викликає Аліну в штаб гільдії, дізнавшись її справжню особистість. Вона звинувачує Джейда у своєму викритті та ще більше його ненавидить, що розбиває йому серце. Його товариші Лоу та Лурурі, зрозумівши, що Джейд закоханий в Аліну, шоковані. Замість розмови Ґленн викликає Аліну на дуель, що залишає її в повному нерозумінні. | |                      |                |                                  |                         |
| 3 | «Я можу бути танком Срібного меча, але хочу пройти справді складне підземелля» Транслітерація: «Hakugin no Tanku desu ga, Yabai Danjon ni Idomō to Omoi masu» (яп. 白銀の盾役ですが、ヤバいダンジョンに挑もうと思います)                                                              | Рінтаро Огава        | Місакі Морі    | Кадзуя Комаї                     | 25 січня 2025           |
| Ґленн пропонує угоду: якщо він виграє, Аліна приєднається до Срібного меча, якщо ж виграє вона – її особа залишиться таємницею. Він зупиняє час, але Аліна не зазнає впливу, тож він визнає поразку. Ґленн розповідає про знайдене підземелля Крейдяної Вежі. Аліна злиться, бо це означає більше роботи. Ґленн обіцяє найняти більше рецепціоністів, якщо вона допоможе зачистити Вежу. Вона неохоче погоджується та переселяється до штабу Срібного меча. У підземеллі вони знаходять шукача пригод Руфуса, що вижив після нападу гуманоїдного монстра, який використовував навичку богів Діа. Руфус, не знаючи, що Аліна – Інквізиторка, звинувачує її. Ґленн хоче запечатати Вежу, але Руфус погрожує розповісти всім, що Інквізиторка – це той самий монстр, якщо вони не проженуть Аліну, не зачистять Вежу та не віддадуть йому релікт. Джейд змушений вигнати Аліну. Вона засмучена і згадує у сні шукача пригод на ім’я Шрауд, який загинув, порушивши обіцянку повернутися. Срібний меч стикається з гуманоїдним монстром – Темним Богом Сілгою. Руфус зраджує всіх, зізнаючись, що сам убив своїх товаришів, щоб пробудити Сілгу та отримати навичку богів Діа. Натомість Сілга поглинає душу Руфуса та готується знищити Срібний меч. | |                      |                |                                  |                         |
| 4 | «Реліквії, секретні завдання чи темні боги заважають моїй роботі, тож я їх розіб’ю» Транслітерація: «Rerikku toka Ura-kuesuto toka Majin toka Gyōmu no Jama nano de, Buttobasō to Omoi masu» (яп. 遺物とか裏クエストとか魔神とか業務の邪魔なので、ブッ飛ばそうと思います)             | Масахіко Мацунага    | Місузу Чіба    | Кадзуя Комаї                     | 1 лютого 2025           |
| Сілга має кілька навичок богів Діа, зокрема крадіжку здібностей, і забирає зцілення Лулулі. Джейд кидає йому виклик, щоб товариші втекли, але їх зупиняє монстр. Реліквія, подарована Аліні, попереджає, що Джейд при смерті. Аліна, не маючи доступу до підземелля, викликає молот і проривається всередину, рятуючи Срібний меч. Вона знаходить, здавалося б, мертвого Джейда та в люті атакує Сілгу, який вражений її силою. Сілга ранить Аліну, але її рятує Джейд, що лише прикидався мертвим. Сілга розповідає, що знищив давніх людей і поглинув їхні душі, тому ніхто не може перевершити його. Аліна, прагнучи, щоб шукачі пригод завжди поверталися додому, активує силу, охоплюючи себе золотим полум’ям, і одним ударом стирає Сілгу, не даючи йому відновитися. Перед смертю Сілга попереджає, що його місце займе інший Темний Бог. Лулулі повертається її зцілення, і вона лікує товаришів. Аліна боїться, що її звільнять за розкриття особи, але Ґленн замовчує все та наказує охоронцям тримати її таємницю. Вона повертається до роботи, ніби нічого не сталося, а Джейд щасливий, коли вона дозволяє йому допомагати з паперами, щоб скоріше піти додому. | |                      |                |                                  |                         |
| 5 | «Я цілителька Срібного меча, але і мені не завадило б зцілення» Транслітерація: «Hakugin no Hīrā desu ga, Watashi ni mo Iyashi ga Hoshii to Omō no desu» (яп. 白銀の回復役ですが、私にも癒やしが欲しいと思うのです)                                                                   | Рінтаро Огава        | Місакі Морі    | Норіюкі Накамура                 | 8 лютого 2025           |
| Аліна пояснює, що під час фестивалю гільдія пропонує додаткову оплату за завдання, тому шукачі пригод масово прибувають, і уникнути понаднормової роботи неможливо. Лулулі дякує Аліні за порятунок від Сілги. Лайла вважає, що Аліна хоче на фестиваль через його популярність серед пар, і шокується, коли дізнається, що та планує йти сама. Тим часом на Лулулі стежить таємничий чоловік з пов’язкою на оці. Адвенчери заповнюють гільдію ще до початку фестивалю. Срібний меч тренує новачка Сібіла, але той отримує травму, а Лулулі переживає панічну атаку через спогади про Сілгу. Аліна, втрутившись як Страчувальниця, випадково змушує Сібіла піти, щоб стати сильнішим. Ґленн пояснює, що поширився слух про релікію, яка дарує навичку богів Діа, і вони намагаються його спростувати. Джейд питає Лулулі про її напад, але вона виправдовується, що це через новий посох. Лоу приносить їй відремонтований старий посох. Ґленн підозрює, що чутки поширили, щоб заманити шукачів пригод у нові підземелля та принести їх у жертву для відродження нового Темного Бога. Джейд пропонує допомогти Аліні з роботою в обмін на побачення на фестивалі. Втомлена від паперів і понаднормової роботи, Аліна неохоче погоджується. | |                      |                |                                  |                         |
| 6 | «Я нападник Срібного меча, але впіймаю того, хто розпустив цей слух» Транслітерація: «Hakugin no Bakku Atakkā desu ga, Dema Yarō o Tottsukamaeyō to Omoi masu» (яп. 白銀の後衛役ですが、デマ野郎を取っ捕まえようと思います)                                                           | Кацухіко Бізен       | Міо Іноуе      | Кацухіко Бізен                   | 15 лютого 2025          |
| Аліна та Срібний меч маскуються під новачків і вирушають туди, де поширився слух. Біля озера вони зустрічають групу Гайца, який повторює чутку про релікії, що дають навички Діа. Аліна та Срібний меч розкривають себе, Гайц тікає, залишивши лише чоловіка з пов’язкою на оці. Лулулі впізнає його як Айдена, свого колишнього напарника, який звинувачує її у вбивстві команди. Аліна його б'є, а Джейд викриває Гайца як автора чутки. Лайла радіє, що Джейд залицяється до Аліни. Гільдійна рада цікавиться Страчувальницею, але Ґленн зберігає її таємницю. Лулулі зізнається Лоу, що її перша група загинула від бос-монстра, коли вона ще не вміла добре зцілювати. Джейд починає небезпечне тренування для активації кількох навичок одночасно, але хворіє. Дослідниця Шеллі знаходить у ядрі Сілги нескінченну кількість навичок Діа, які відкриваються лише поглинанням душ. Вона також виявляє, що чутки продовжує поширювати загадковий чоловік у чорному з маскою. Аліна завершує паперову роботу і може піти на фестиваль. Вона тягне Джейда до бару, напивається, плутає його з Шраудом і непритомніє. Джейд замислюється, хто такий Шрауд і чому Аліна досі його чекає. | |                      |                |                                  |                         |
| 7 | «Я чекала Столітнього фестивалю вічність, тож насолоджусь ним за будь-яку ціну» Транслітерація: «Machi ni Matta Hyakunen-sai nano de, Zettai ni Zettai ni Tanoshimō to Omoi masu» (яп. 待ちに待った百年祭なので、絶対に絶対に楽しもうと思います)                                      | Рінтаро Огава        | Місузу Чіба    | Хірофумі Огура                   | 22 лютого 2025          |
| Ґлен отримує від Джессіки з Гільдії інформаторів книгу з Таємним квестом і ховає її в лабіринті Архіву. Фестиваль відкривається, і Аліна відвідує його з Джейдом. Лулулі навідує Айдена у в’язниці разом із Лоу. Джейд намагається взяти Аліну за руку, вона спершу відмовляється, але зрештою погоджується, бо він допоміг їй уникнути понаднормової роботи. Айден продовжує звинувачувати Лулулі в загибелі його групи та обіцяє вбити її, коли отримає навичку Діа, але Лоу її захищає. Гайц звільняє Айдена з в’язниці. На фестивалі один із людей Гайца нападає на гостей, і Аліна його б’є. Тим часом Гайц викрадає книгу з Архіву, приймає Таємний квест і викликає Срібний меч зупинити його. Загін вирушає, щоб завадити пробудженню Темного Бога. Аліна жертвує фестивалем і йде разом із ними. У Лісі Вічності один із людей Гайца вчиняє самогубство, аби його не схопили, чим шокує Айдена. Гайц зізнається, що ненавидить хаотичну систему навичок, що випадково дає людям хороші чи погані здібності, руйнуючи їм життя, тому хоче воскресити Темного Бога, щоб знищити цей несправедливий світ. Його підштовхнув до цього таємничий чоловік у чорному. Раптово Гайца вбивають дві дитячі на вигляд Темні Богині – Вієна та Фієна. Аліна атакує їх, але їхні тіла м’які, як у слаймів, і миттєво регенеруються. | |                      |                |                                  |                         |
| 8 | «Я можу бути марною цілителькою, але зроблю все, що зможу» Транслітерація: «Fugainai Hīrā desu ga, Watashi no Dekiru Koto o Mattō Shiyō to Omō no desu» (яп. ふがいない回復役ですが、私のできることを全うしようと思うのです)                                                          | Масахіко Мацунага    | Місакі Морі    | Нао Кісе                         | 1 березня 2025          |
| Джейд розуміє, що обох Богинь треба знищити одночасно. Він також демонструє, що його тренування дозволяє йому блокувати навички щитом. Вієна і Фієна намагаються поглинути Айдена, щоб отримати навички Діа, але Лоу рятує його. Богині зливаються у Вільфіну і завдають Аліні прокляття. Лулулі не може її вилікувати, а Богині насміхаються, що її смерть дасть їм першу навичку Діа. Джейд глузує з них, що вони лише напівсильні Темні Боги і, навіть злившись, стають лише дурнішими. Вієна злиться. Лулулі, почуваючись марною, знову пробує лікувати Аліну. Лоу залишає Айдена поза підземеллям і погрожує вбити його, якщо той ще раз зачепить Лулулі. Виснажена Лулулі нарешті лікує Аліну, і та рятує Джейда. Розлючені Богині знову стають Вільфіною, але Аліна активує свої золоті вогні й знищує її. Обидві Богині гинуть назавжди, бо були в одному тілі. Лулулі щаслива, що змогла когось врятувати. Аліна повертається на фестиваль і розповідає Джейду про Шрауда, нагадуючи йому, що він не має права помирати. Авантюристи вихваляють Аліну як найкращу реєстраторку, і вона усвідомлює, що саме через це в неї так багато роботи. Розлючена, вона кричить на них через своє понаднормове навантаження. Наприкінці фестивалю всі беруть участь у Відпочинку Душ, випускаючи ліхтарі в пам’ять про загиблих авантюристів. Аліна розуміє, що давно не почувалася самотньою. | |                      |                |                                  |                         |
| 9 | «Я можу бути рецепіоністкою вже третій рік, але починаю навчання новачків» Транслітерація: «Uketsukejō San-nen Me desu ga, Shinjin-kenshū ni Ikō to Omoi masu» (яп. 受付嬢3年目ですが、新人研修に行こうと思います)                                                                    | Масато Учіборі       | Місакі Морі    | Кейсуке Оніші                    | 8 березня 2025          |
| Ґлен обіцяє вихідний на день народження тим реєстраторам, хто знайде спосіб скоротити понаднормову роботу. Оголошують навчальний курс із Розеттою Руберрі, яка започаткувала сучасну кар’єру реєстратора. Аліна хоче освоїти її легендарну швидкість обробки паперів, допомагаючи Сталевому Мечу зачистити підземелля. Джейд записується на курс, сподіваючись вразити Аліну. Ґлен дякує Аліні за перемогу над Вільфіною, але вона кричить на нього за затримку з наймом нових реєстраторів. Джейд виголошує промову, і Аліна здивована, що він не осоромив її. Навчання проходить у залі гільдії, де, за чутками, водяться привиди. Лайла хоче, щоб Аліна виграла вихідний, щоб Джейд міг влаштувати їй день народження. Вона також мріє, щоб Кат приєднався до Сталевого Меча, і досі має почуття до «нього». Аліна просить Лулулі не розповідати їй правду. Лулулі підозрює, що Аліна сумує за Джейдом, хоча та заперечує. Джейд розмірковує, як Гайц пробрався до Архіву, і підозрює зраду в гільдії. Аліна запитує Розетту, як уникнути понаднормової роботи. Та розкриває «секрет»: не сприймати понаднормову працю як роботу, а як радість допомоги авантюристам, і тоді можна спокійно працювати по 100 годин понаднормово щомісяця. Усвідомивши, що Розетта — не союзниця, а типовий трудоголік, Аліна переживає важкий емоційний зрив, усвідомлюючи що працювати в нормальному режимі просто неможливо. | |                      |                |                                  |                         |
| 10 | «Привид може з’явитися під час навчання, але ніхто не попередив мене про це» Транслітерація: «Kenshū-chū ni Obake ga deru no desu ga, Son'na no Kii te nai yotte Omoi masu» (яп. 研修中におばけが出るのですが、そんなの聞いてないよって思います)                                      | Юічі Ніхеї, Юі Міура | Місакі Морі    | Рінтаро Огава, Масахіко Мацунага | 15 березня 2025         |
| Аліна ловить себе на думці, що захоплюється Джейдом, адже той жодного разу не назвав її на ім'я під час навчання. Джейд переживає, що Судова комісія сумнівається, чи гідний він спадщини Сталевого Меча. Ґлен, який очолював групу до загибелі його дочки Лінн, хоче щоб Джейд став наступним гільдмайстром. Філі, секретарка Ґлена, здогадується, що Джейд підозрює Ґлена у зв’язку з чоловіком у чорному, але запевняє що той не зробив би нічого безглуздого, якщо тільки це не стосується Лінн. Аліна стикається з розпусним чиновником гільдії, поки ревнивий Джейд не позбувається його. Аліна вимагає, щоб Джейд поводився як завжди, бо їй бракує причин злитися на нього. Джейд вважає, що вона починає до нього звикати. Лайла ділиться чутками про Жнеця, який нібито блукає тренувальним залом. З’являються новини про нове підземелля – Собор Сіві. Попри навчання з Розеттою, Аліна й Лайла завалені роботою, яку змушені виконувати вночі. Джейд розповідає Лоу і Лулулі, що Жнець і чоловік у чорному можуть бути однією особою. Тієї ж ночі Жнець проникає в дослідницький центр гільдії й викрадає темне божество Сільхи. Тим часом Аліна й Лайла стикаються в кімнаті з тим самим розпусним чиновником, якого вселив дух. Аліна просто виганяє його ударом. Вони кличуть Джейда й решту, а той упевнений, що це був лише слабкий привид. По дорозі назад вони помічають Жнеця й женуться за ним у тренувальний зал. Жнець активує пастку, вбудовану в будівлю, скидаючи Аліну та Сталевий Меч у прірву, залишивши Лайлу позаду.                                                                                 | |                      |                |                                  |                         |
| 11 | «Це може бути пасткою, але я маю продовжувати рухатися вперед» Транслітерація: «Wana ka mo Shire nai desu ga, Mae e Susumu shika nai to Omoi masu» (яп. 罠かもしれないですが、前へ進むしかないと思います)                                                                             | Буде визначено       | Буде визначено | Буде оголошено                   | 22 березня 2025         |
| 12 | Буде оголошено | Буде визначено       | Буде визначено | Буде оголошено                   | 29 березня 2025         |

## Інше
Серія мала ілюстраційні колаборації з Sword Art Online Alternative: Gun Gale Online та VTuber Мінато Аква, афілійованою з Hololive.

## Нагороди
У 2021 році серія отримала золоту нагороду на 27-му конкурсі Dengeki Novel Prize.